# Championnats du monde de cyclisme sur route 1970
Navigation
Zolder 1969 Mendrisio 1971
Les championnats du monde de cyclisme sur route 1970 ont eu lieu le 15 août 1970 à Leicester en Grande-Bretagne.  

## Résultats

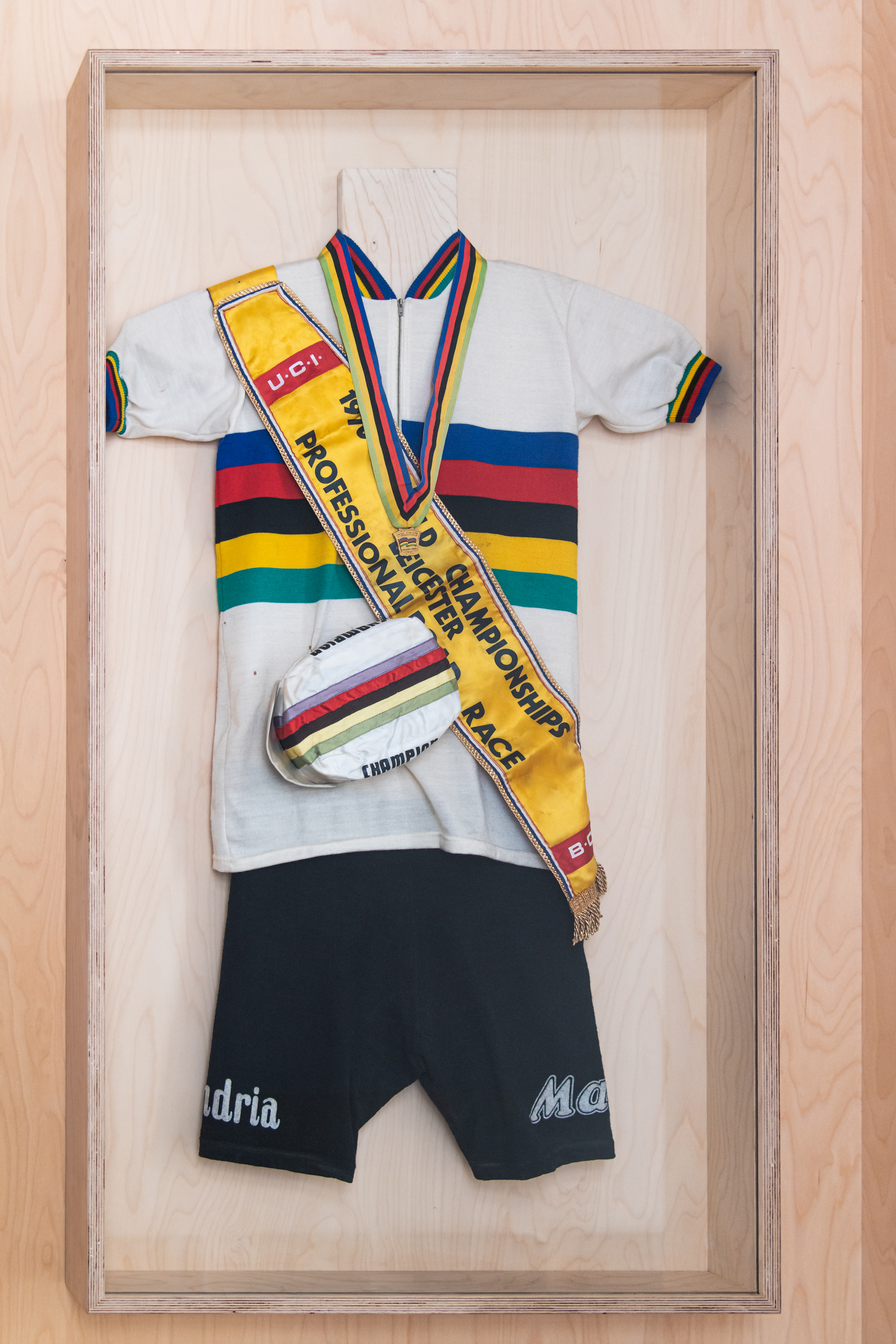
Tenue de Jean-Pierre Monseré en tant que champion du monde, composée d'un ruban de victoire, d'une casquette, d'une médaille et d'un maillot arc-en-ciel (collection KOERS. Musée de la Course Cycliste)

| Épreuves :                                       | Or                                                                              | Or              | Argent                                                                 | Argent | Bronze                                                           | Bronze |
| Épreuves masculines                              |                                                                                 |                 |                                                                        |        |                                                                  |        |
| Hommes - course en ligne                         | Jean-Pierre Monseré Belgique                                                    | 6 h 33 min 58 s | Leif Mortensen Danemark                                                | + 2 s  | Felice Gimondi Italie                                            | m.t.   |
| Hommes - amateurs - course en ligne              | Jorgen Schmidt Danemark                                                         | -               | Ludo Van Der Linden Belgique                                           | -      | Tony Gakens Belgique                                             | -      |
| Hommes - amateurs - contre-la-montre par équipes | Union soviétique Valeri Iardy Vladimir Sokolov Boris Choukhov Valeri Likhatchev | -               | Tchécoslovaquie Jiří Mainuš Frantisek Rezac Milan Puzrla Petr Matoušek | -      | Pays-Bas Fedor den Hertog Popke Oosterhof Tino Tabak Adri Duyker | -      |
| Épreuve féminine                                 |                                                                                 |                 |                                                                        |        |                                                                  |        |
| Femmes - course en ligne                         | Anna Konkina Union soviétique                                                   | -               | Morena Tartagni Italie                                                 | -      | Raisa Obodovskaja Union soviétique                               | -      |

## Tableau des médailles
| Rang  | Nation           | Or | Argent | Bronze | Total |
| ----- | ---------------- | -- | ------ | ------ | ----- |
| 1     | Union soviétique | 2  | 0      | 1      | 3     |
| 2     | Belgique         | 1  | 1      | 1      | 3     |
| 3     | Danemark         | 1  | 1      | 0      | 2     |
| 4     | Italie           | 0  | 1      | 1      | 2     |
| 5     | Tchécoslovaquie  | 0  | 1      | 0      | 1     |
| 6     | Pays-Bas         | 0  | 0      | 1      | 1     |
| Total | Total            | 4  | 4      | 4      | 12    |